# Orissaare
Orissaare, i äldre svenska även Örissar är en ort i Estland. Den ligger i Orissaare kommun och landskapet Saaremaa (Ösel), i den västra delen av landet, 140 km sydväst om huvudstaden Tallinn. Orissaare ligger 7 meter över havet och antalet invånare är 1 065. Den ligger på ön Ösel.
Terrängen runt Orissaare är mycket platt. Havet är nära Orissaare norrut.  Närmaste större samhälle är Maasi, 1,9 km väster om Orissaare.